# Cuisine maltaise
Historiquement, la cuisine maltaise est une cuisine insulaire faite à base de produits locaux. Cependant, de tous temps, des échanges ou des importations ont permis d'en diversifier les composants. C’est aussi une cuisine typiquement méditerranéenne. Le caractère insulaire se remarque dans l’utilisation de poissons et de produits frais et de saison. Le caractère méditerranéen se retrouve dans l’influence de la cuisine italienne, notamment sicilienne mais aussi arabe, berbère et maghrébine, entre autres tunisienne et libyenne, due à l'influence maure dans la région. La longue occupation britannique n’a pas manqué non plus d'imprimer sa marque. L’ouverture au tourisme a apporté sur l’île des cuisines internationales comme les cuisines chinoise, indienne, japonaise etc. mais aussi le food américain. L’intensification des échanges commerciaux européens et internationaux rend disponibles des produits jusqu’alors inconnus ou inhabituels.
S’il n’est pas possible de parler de gastronomie au sens de la « grande cuisine », la cuisine maltaise peut s’enorgueillir de compositions originales ou typiques comme les pastizzi (friands à la ricotta) ou les figolli (gâteau de Pâques), la cuisson du fenek (lapin anciennement sauvage), du lampuka (Dorade coryphène), de pièces de bœuf dans le four du boulanger transformé occasionnellement en four communautaire et de l’utilisation de ressources locales telles les ġbejniet (fromages de brebis), les qargħa bagħli (petites courgettes rondes), les gabirjola (câpres sauvages), les olives et le miel.

## Les différentes cuisines
Comme pour toute culture, la cuisine maltaise varie dans le temps, dans l'espace et en fonction des niveaux culturels ou sociaux. La différenciation spatiale est peu marquée dans l'archipel maltais, sa taille n'étant pas suffisante pour la justifier. Cependant, deux produits sont plus traditionnellement gozitain : le ġbejna, qui est un fromage de brebis, et le Ftira għawdxija, pain de Gozo cuit au four à bois généralement farci avec des rondelles de pommes de terre, de tomate, des filets d'anchois et des olives.

### La cuisine historique
Pour la période antique, la carpologie n'ayant peu ou pas été utilisée sur les sites maltais, les renseignements manquent pour étudier les ressources alimentaires dans l'archipel maltais. Toute comparaison des habitudes alimentaires maltaises avec celles des cultures environnantes, serait donc hasardeuse. Le nom même de Malte donne au moins une information pour la période antique, puisque de nombreux auteurs, tel J. Godechot, expliquent que ce nom vient du grec meli (miel) ou melita (abeille).
Concernant la période historique, les différents envahisseurs de l'île ont importé leurs habitudes alimentaires, tout en l'adaptant aux ressources îliennes. La production de céréales, qui n'a jamais été très importante, et principalement celle du blé (qamh), a presque exclusivement été destinée à la fabrication du pain. À l'arrivée de l'ordre de Saint-Jean de Jérusalem dans l'archipel, il existait déjà quelques moulins. L'augmentation de la population a nécessité assez rapidement l'importation de céréales, sans que cela ne puisse mettre fin, les années de mauvaises récoltes, à des périodes de famine, malgré les réserves faites dans les silos souterrains comme on peut encore les voir à Floriana où ils ont été utilisés jusque dans les années 1960. Les grands maîtres ont attaché une attention particulière à la satisfaction des besoins alimentaires, et, sous le règne de Nicolas Cottoner y de Oleza (1663-1680), huit moulins à vent furent bâtis, puis neuf autres sous António Manoel de Vilhena (1722-1736). Il y a eu une période, au moins vers 1840, de surplus de farine, ce qui favorisa la création des pâtes maltaises.
Le pain maltais (Ħobża tal-Malti) aurait été introduit dans l'archipel par des familles de Rhodes qui ont suivi les chevaliers lors de leur arrivée à Malte. La tradition, qui a perduré jusqu'entre les deux guerres mondiales, voulait que chaque famille pétrisse assez de pâte pour les besoins d'une semaine. La fille du boulanger passait dans toutes les maisons du village, vers 3 h du matin, pour prévenir que le four était allumé. Une heure plus tard, un grand plateau sur sa tête elle faisait le ramassage. Après la dernière fournée de pain, la chaleur résiduelle du four à bois permettait de faire cuire les plats du dimanche.
La tomate (tadam), rapportée du nouveau monde par Christophe Colomb, n'est arrivée à Malte qu'au XVIIIe siècle. D'abord utilisée de façon décorative car on la croyait toxique, elle finit par transformer toute la cuisine méditerranéenne et maltaise ; elle est présente dans presque tous les plats cuisinés ainsi qu'en salade ou en accompagnement. En dehors de la période de production, elle est conservée sous trois formes : séchée au soleil tadam imqadded, conservée dans le vinaigre, ou transformée en purée pour les sauces. Deux sortes de tomates sont cultivées à Malte, tadam catt, utilisée crue en salade, et tadam zenguli, utilisée cuite dans les sauces.
C'est aussi au XVIIIe que le potiron (qargħa) est arrivé sur l'île. Il est cultivé sous trois formes, le potiron plat, le potiron ovale et le potiron blanc. Il apporte une touche pittoresque dans la campagne maltaise, car les paysans le laissent reposer au soleil sur le haut de leurs murs ou sur leurs terrasses pour l'adoucir.

### La cuisine traditionnelle populaire
Pendant de nombreuses années, la base de la nourriture de la population rurale maltaise était constituée principalement par la potée (voir Kawlata ci-dessous), la soupe maltaise par excellence. Elle est composée des légumes cultivés par les agriculteurs maltais, potiron, pommes de terre, carottes, navets, tomates, courgettes, chou, chou-fleur et oignons coupés plus ou moins gros et relevée de sauce tomate (voir Zalza tad-tadam ci-dessous). Il y a toujours un morceau de viande de porc, ou au minimum une tranche de lard, et une saucisse, pour améliorer le repas.
Les pêcheurs maltais remplaçaient la consommation de viande par du poisson, ou alors amélioraient leur nourriture grâce au produit de leur pêche. Le plat de poissons caractéristique de la nourriture populaire maltaise est l'Aljotta, qui est une soupe de poissons à l'ail, composée de toutes sortes de poissons comme les grondins, rascasses, calmars et poulpes ; quant aux poissons plus recherchés, ils étaient vendus plutôt que consommés.

### La cuisine bourgeoise
En dehors des campagnes, les habitudes alimentaires en provenance d'Italie via la Sicile modifient la cuisine maltaise. La Kawlata (potée), se transforme alors en minestrone (voir Minestra tal-ħaxix ci-dessous). Elle est constituée des mêmes légumes, potiron, pommes de terre, carottes, navets, tomates, courgettes, chou, chou-fleur et oignons mais coupés plus fin, à l'exemple du minestrone italien. Elle aussi est relevée de sauce tomate (voir Zalza tad-tadam ci-dessous) avec généralement un morceau de lard, pour donner plus de goût ; la viande, à la différence de la cuisine populaire, fait l'objet d'un plat séparé. En fin de cuisson on ajoute souvent de petites pâtes.
L'utilisation des pâtes dans un plat typiquement maltais, Timpana, macaronis cuits en abaisse au four est une autre marque d'influence de la cuisine italienne. Parmi les cuissons au four, la tourte au lampuka, daurade, était un plat maltais original, présent sur les tables bourgeoises.
Si ce sont les restaurants populaires qui ont adopté en premier la cuisine roborative des militaires britanniques, la cuisine bourgeoise maltaise a adopté des anglais les veloutés, les fritures, le pudding, les angels on horseback ou les devils on horseback, sans oublier la bière. Les angels (huitres et bacon) ou les devils (pruneaux et bacon) ont été adaptés aux ressources maltaises et les angels on horseback sont devenus des petits morceaux de foie enroulés de tranches de lard. Les habitudes britanniques ont aussi rendu le petit déjeuner plus consistant en le copiant sur celui des colonisateurs, avec des œufs frits ou brouillés, des haricots et du bacon ou du lard.

## Les habitudes alimentaires

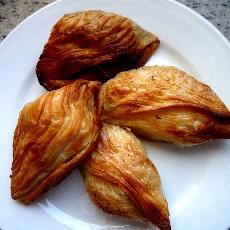
Pastizzi - en-cas à la ricotta typiquement maltais

Les familles maltaises se nourrissaient traditionnellement autour de la table familiale. Les restaurants, restorant ou ristorant, dont le nom dénote une influence française et italienne, qui se présentaient plutôt sous l'aspect de taverne tverna, peu nombreux, n'étaient que localement fréquentés. Parallèlement au développement de la vie politique et sociale sont apparus les każin, des clubs de partis politiques ou d'association philharmoniques qui s'ouvrirent dans toutes les villes et villages, offrant souvent la possibilité de se désaltérer et de se restaurer. Enfin les habitudes touristiques britanniques permirent l'ouverture de restaurants qui se limitaient à servir du poulet frit, des pommes de terre frites, ou du bœuf au curry. Comme le gros de la clientèle était composé des troupes britanniques, la rusticité était de règle. Le développement du tourisme a amené sur l’île l'ouverture de restaurants qui présentent peu de cuisine traditionnelle maltaise mais plutôt des cartes de cuisine dite « internationale » ou nationales comme les cuisines chinoise, indienne, japonaise, italienne etc. mais aussi le fast food américain.
Le petit déjeuner maltais se limitait généralement à un café noir, mais, sous l'influence britannique il gagna en consistance. La légèreté du café matinal était souvent compensée par l'achat, en milieu de matinée, au kjosk (kiosque) ou chez le boulanger de quelques pastizzi qui calaient l'estomac jusqu'au repas de midi. Pour commencer le repas, la maîtresse de maison sert souvent un potage suivi d'un plat mijoté. En cas de petite faim dans la journée, les maltais se régalent de hobz biz-zejt (voisin du pan bagnat provençal). L'habitude du fish and chips a disparu avec le départ des troupes britanniques. Le repas du soir, commençant généralement par une soupe, permet de finir les restes. 
Aujourd'hui la diversification des activités professionnelles et des statuts sociaux diversifie en concomitance les habitudes alimentaires maltaises. Toutes les expériences culinaires sont maintenant possibles à Malte, même la « grande cuisine gastronomique » a trouvé sa clientèle dans les hôtels de luxe maltais. L'ouverture sur la totalité de l'archipel maltais de surfaces de « grande distribution » a mis à la disposition de la ménagère ou du cuisinier l'ensemble des produits alimentaires.

## Les ressources alimentaires

### Les poissons

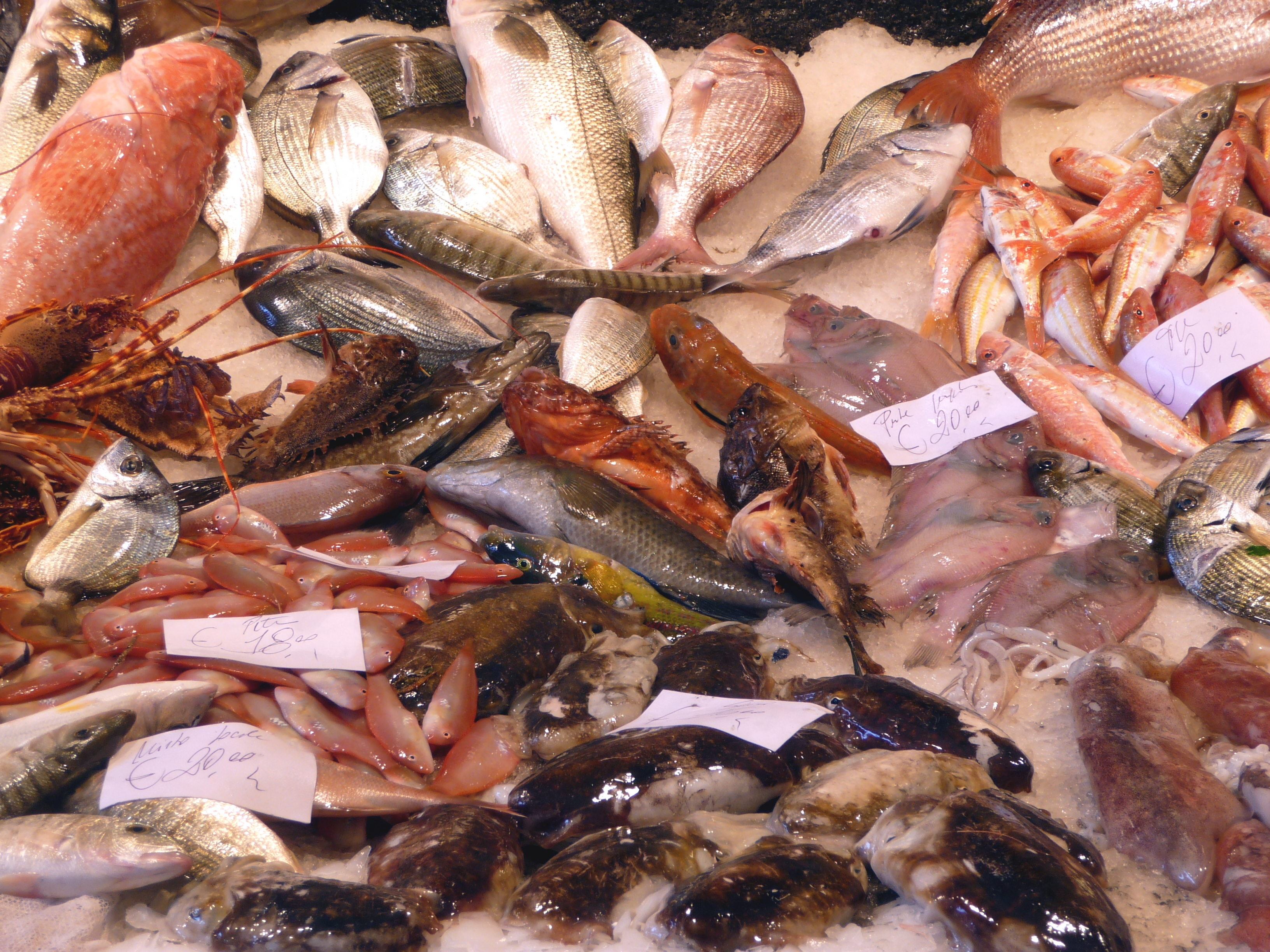
Poissons méditerranéens

Le poisson tient une place importante dans l'alimentation maltaise. La pêche est une activité traditionnelle qui utilise aujourd'hui des techniques de pêche antiques aussi bien que très modernes.
Le poisson emblématique de la cuisine maltaise est le lampuka (lampuki au pluriel - Dorade coryphène en français) qui se pêche à Malte depuis des temps immémoriaux : certains auteurs parlent d'une tradition remontant aux romains. Les lampuki sont des poissons migrateurs qui passent le long des côtes maltaises en bancs importants de septembre à novembre. Au milieu de l'été, les pécheurs coupent les palmes basses des palmiers pour les assembler en grands radeaux flotants. Dès que les bancs de Lampuki approchent des côtes, les marins à bord de leurs luzzi - le luzzu est le bateau de pêche traditionnel maltais - remorquent ces radeaux au large. Les lampuki y trouvent un abri à son ombre des palmes et les pêcheurs les capturent à l'aide de filets à larges mailles pour ne pas prélever de trop petits spécimens.

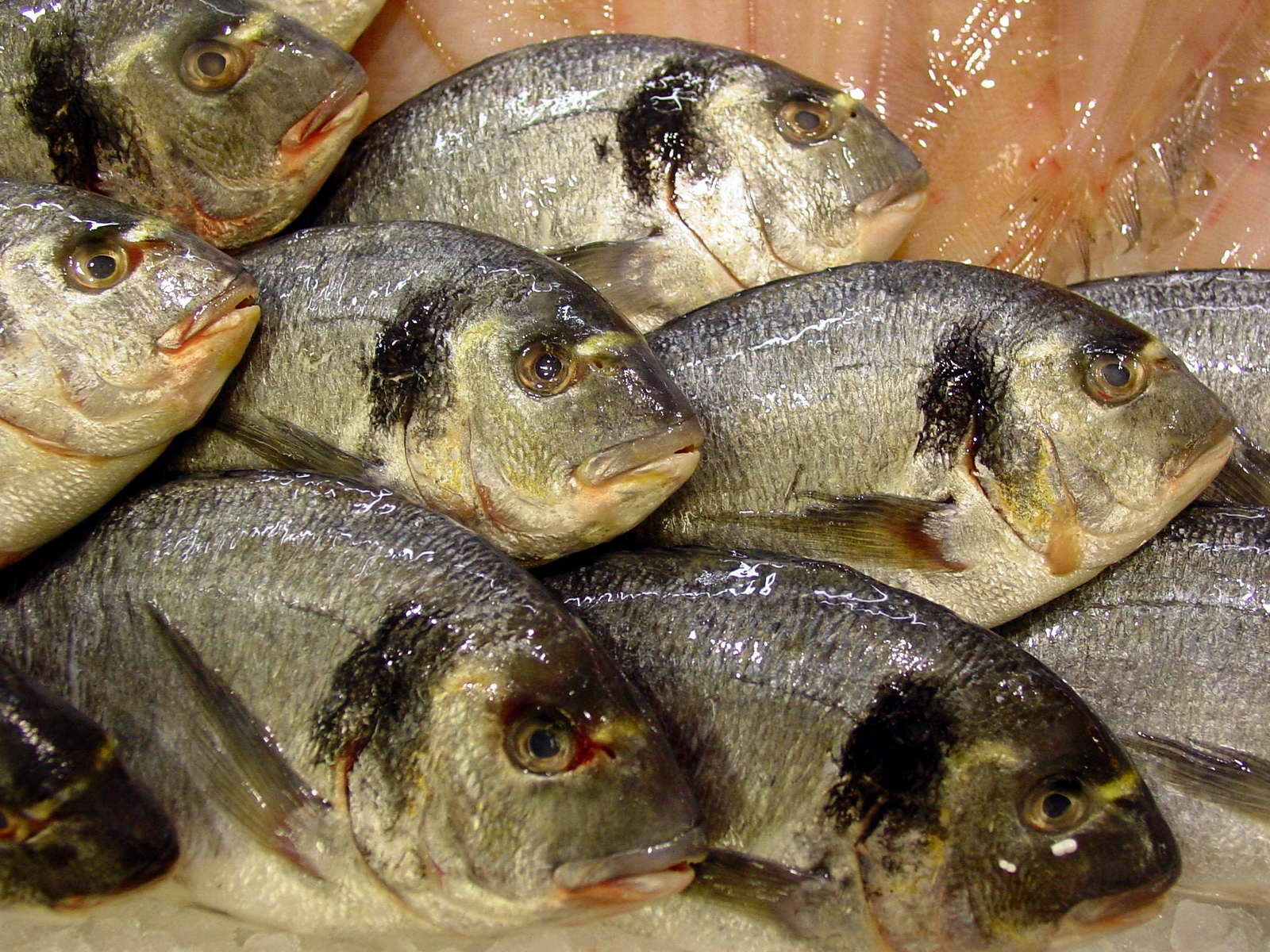
Lampuki - daurade

Autre poisson, autre technique : le tonn (thon blanc et thon rouge) pêché au filet ; les thons blancs se retrouvent sur les marchés et les tables maltaises mais le thon rouge est remis à l'eau en mer dans les cages d'engraissement circulaires des fermes piscicoles, entre les îles de Gozo et de Comino, pour être élevé jusqu'à la taille commerciale et être ensuite vendu majoritairement à l'exportation.
La pêche maltaise est abondante avec le Pixxispad (espadon), le sargu (pageot rose), le ċerna (mérou), le spnotta (bar). Certains pêcheurs ou poissonniers essayent de faire passer le pixxiblambtu (de la famille du requin), à la chair ferme et fade, pour de l'espadon, en retirant sa peau caractéristique noire et brillante. Sur les étals des ports de pêche, les petits pêcheurs vendent toutes sortes de poissons méditerranéens, comme le sawrell (maquereau), en fonction de leur pêche. La vieille tradition méditerranéenne de la morue salée séchée (Bakkaljaw) est aussi présente à Malte.
La cuisine maltaise est aussi riche de préparation à base de klamari (calmar) et de qarnit (pieuvre). Les crustacés et les fruits de mer étaient inconnus à Malte avant d'être importés.

### Les viandes
La consommation de viande était faible à Malte. Par suite de l'absence de prairies de pâturage, il n'existait pas, et il existe toujours très peu d'élevage pour la production de viande, sauf pour celle du porc. La seule consommation était la viande de réforme, c'est-à-dire celle des bœufs de trait, des chevaux, des chèvres et des moutons, trop âgés pour être encore utiles ou pour donner assez de lait. La cuisson d'une pièce de bœuf dans le four du boulanger est encore un grand moment festif de la cuisine maltaise. Un temps importée de Turquie, la viande est maintenant souvent importée de Nouvelle-Zélande, généralement congelée, et elle est débitée telle quelle à la scie électrique dans les boucheries.
La charcuterie maltaise n'est pas très variée, la forme la plus répandue est la saucisse de porc (zalzett), et le lard (xaħam) qui est utilisé dans de nombreuses préparations culinaires. Il existe aussi à Malte une production très artisanale, presque familiale, de jambon cuit à l'os (perżut tal-għadma).
L'animal emblématique de la cuisine maltaise est le fenek (lapin). D'après la tradition, les chevaliers de l'ordre de Saint-Jean de Jérusalem se réservaient la consommation de la viande de lapin pour deux raisons : ils chassaient pour l'exercice et le plaisir l'animal alors en grande quantité à l'état sauvage, et la règle de l'ordre leur permettait d'en manger tout au long de l'année. Ils autorisaient la population maltaise à le consommer uniquement le 29 juin pour Il-Festa ta' San Pietru u San Pawl (la fête de saint Pierre et saint Paul). Aujourd'hui la tradition s'est perpétuée dans L-Imnarja (la fête des illuminations) : pendant cette journée les maltais viennent pique-niquer dans les vergers de Buskett pour manger le traditionnel fenkata (ragout de lapin et spaghettis). Même si cela se pratique de moins en moins, il n'est pas rare que les familles maltaises achètent sur les marchés de jeunes lapereaux pour les engraisser à domicile dans l'optique d'un prochain évènement familial. 
Les Maltais, dès qu'ils ont eu la possibilité de chasser, sont devenus de grands chasseurs. Après avoir exterminé tous les lapins sauvages, ils tiraient beaucoup d'oiseaux migrateurs de passage sur leurs îles pour les mettre à leur menu. Cette activité, aujourd'hui très réglementée, a quasiment fait disparaître le gibier à plumes des tables maltaises. La volaille, principalement le poulet, comme d'ailleurs le lapin, est maintenant uniquement d'élevage.

### Les légumes

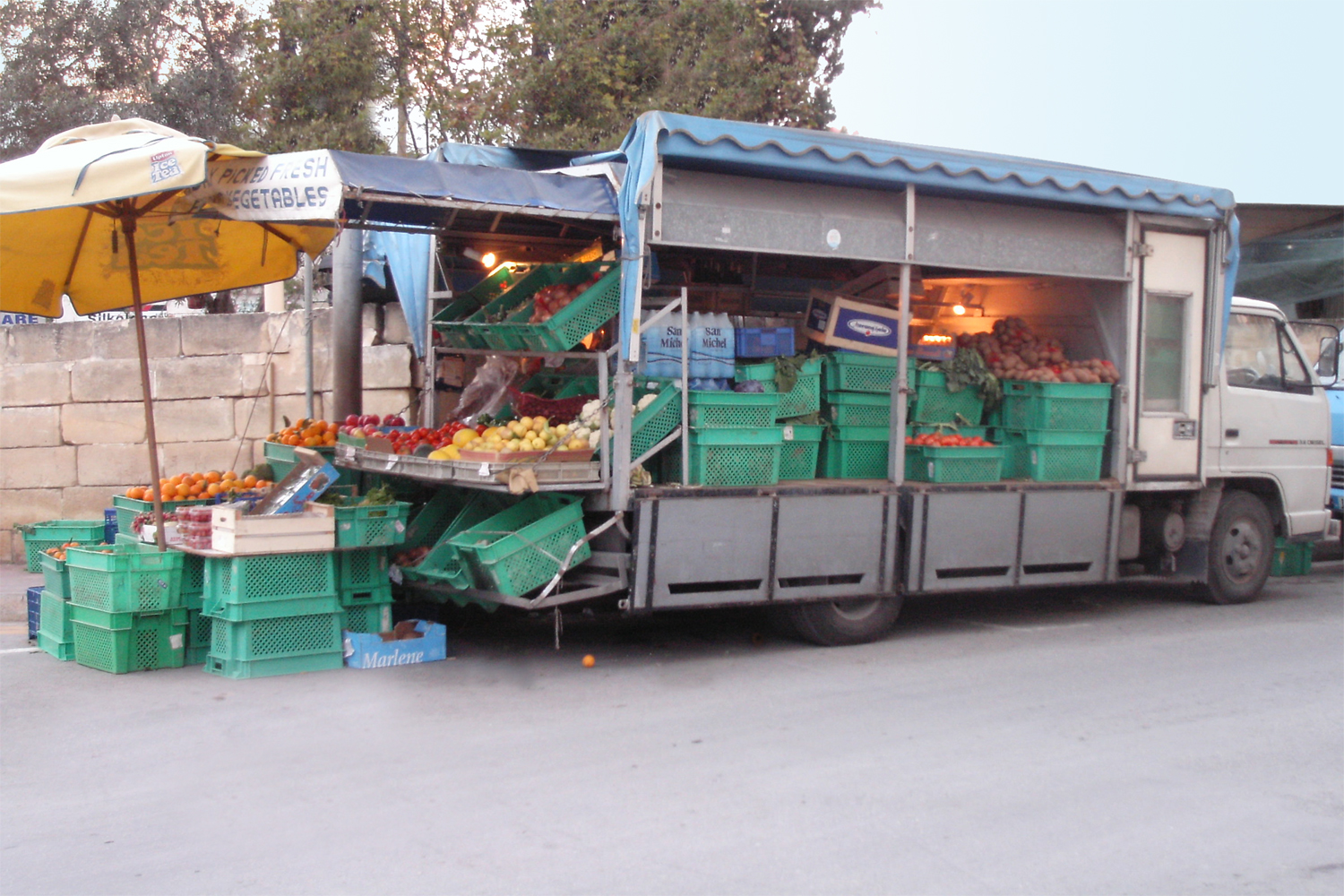
Véhicule d'un agriculteur vendant directement sa production aux habitants maltais

la production potagère est particulièrement adaptée à la terre et au climat, permettant dans certains cas une double récolte annuelle, mais elle est limitée par le manque crucial d'eau. Beaucoup de parcelles sont équipées d'éoliennes permettant de pomper l'eau de la nappe phréatique qui surnage au-dessus de l'eau de mer. L'exploitation intensive a, dans certains endroits, épuisé la nappe et l'eau pompée est souvent saumâtre. L'arrivée de l'arrosage au goutte-à-goutte et de la culture sous serre a réduit la quantité d'eau nécessaire à la production, tout en la régularisant pour éviter les pertes.
Tous les légumes méditerranéens sont cultivés à Malte, tomate (tadam), courgette (qarabagħli), courgette ronde maltaise (qargħa bagħli), aubergine (brunġiel), poivron (bżar aħdar), mais aussi laitue (ħass), pomme de terre (patata), carotte (zunnarija), navet (ġidra), céleri (karfusa), potiron (qargħa), chou (kaboċċa), chou-fleur (pastarda), artichaut (qaqoċċ) et aussi fève (ful), haricot (fula), haricot vert (fażola), pois (piżzelli), petit pois  (ċiċra tal-qatta), etc.
Avant l'arrivée de la pomme de terre à Malte, introduite par les Anglais aux environs de 1805/1806, les châtaignes (qastna) étaient très largement consommées. Les noix (skorfina) étaient aussi appréciées, mais il ne reste plus à Malte que quelques noyers dans le jardin de Buskett.
Jusque dans les années 1990, il était possible d'acheter aux marchands de légumes qui venaient vendre leurs récoltes de la veille dans les villes, la quantité exacte de légumes nécessaire pour faire telle ou telle préparation en fonction du nombre de convives, cela pouvait être un tranche de potiron, une moitié de chou-fleur, un quart de chou, une courgette, deux pommes de terre et trois branches de céleri.

### Les fruits
Un certain nombre d'arbres fruitiers poussent naturellement à Malte mais le plus connu des fruits maltais a pour origine le Portugal via la Tunisie où il a été introduit par les commerçants d'Al-Andalus. C'est en offrant aux cours européennes l'orange sanguine (larinġ tad-demm), que les grands maîtres de l'ordre de Saint-Jean de Jérusalem firent connaître ce fruit qui prit naturellement le nom d'orange maltaise (larinġ tal Malti). Une légende populaire, jamais confirmée, voudrait que son nom aurait pour origine le Bey de Tunis dont la favorite (capturée avec la totalité des 5 000 habitants de l'île maltaise de Gozo, lors de la razzia de juillet 1551 par le célèbre corsaire ottoman Dragut pour être vendus comme esclaves dans le district Libyen de Tarhuna wa Msalata), était si douce qu'il surnomma la variété la plus douce de ses fruits en son honneur. En fait l'oranger maltais est le bigaradier aux fruits amers qui est utilisé pour faire le soda maltais, le kinnie, mais aussi pour faire de la confiture ou des fruits confits. Avec leurs fleurs les Maltais extraient l'eau de fleurs (ilma zaħar) d'oranger pour aromatiser des pâtisseries mais aussi le café (kafe). Un autre agrume pousse aussi à Malte : le citron (lumija).
En revanche, la présence importante d'oliveraies est depuis très longtemps attestée. Sa frugalité en eau, sa productivité et sa robustesse firent qu'il en devint rapidement l'une des principales ressources avec la pêche à la sardine, lui apportant une grande partie de sa prospérité. Des moulins de pressage d'olives, attribués aux Romains (Żebbuġa) ont été retrouvés, des villes portent encore des noms évocateurs comme Ħaż-Żebbug (village des olives), Żejtun (village de l'huile) ou Żebbuġ (olive). Ces oliveraies ont été négligées ou les arbres arrachés au fil des siècles, en particulier sous l'occupation britannique désirant y implanter la culture plus rentable du coton sans tenir compte de la grande aridité de l'île totalement dépourvue de sources d'eau potable. Depuis les années 1980, le mouvement s'est inversé et les Maltais replantent des oliviers pour reconquérir des terres abandonnées. 25 000 oliviers ont été plantés entre 2000 et 2001. La production d'olives n'a jamais donné lieu à la production en quantité d'huile d'olive (zejt taz-żebbuġa).
Les figues (tina) sont courantes comme la figue verte (farkizzan) ou la figue violette (parsott) mais la plus recherchée est la figue de saint-Jean (bajtar ta' San Ġwann) qui mûrit fin juin vers la saint-Jean. La figue d'Inde ou figue de Barbarie (bajtra tax-xewk littéralement figue épineuse), pousse naturellement dans les pierriers où elle sert de brise-vent. On la trouve souvent vendue épluchée sur le bord des routes par les enfants. Le caroubier tient souvent compagnie au figuier de Barbarie au pourtour des champs. La caroube (ħarrub) sert à faire une sorte de mélasse dite ġulepp entrant dans la confection de certaines pâtisseries. Les Maltais pratiquants ne consommant pas de sucre le Vendredi saint, le sirop de caroube sert d'édulcorant pour confectionner des bonbons (karamelli tal-ħarrub) pour les enfants qui ne peuvent se dispenser de sucreries.
Il n'y existe pas ou très peu de vergers. On trouve les arbres fruitiers dans les jardins, les cours ou en bordure des champs. Des fruits comme la poire (lanġasa), la pêche (ħawħa), la prune (għajnbaqar), le raisin (zbiba) mais aussi la pastèque (dulliegħa) se trouvent facilement sur les marchés ou dans les véhicules des producteurs qui viennent dans les villes vendre directement leurs cueillettes de la veille.

### Les herbes aromatiques et condiments
Dans toutes cuisines, les condiments occupent une place particulière, ce sont eux qui donnent à la cuisine son caractère. À Malte la cuisine est méditerranéenne mais aussi maghrébine. Les îles proposent naturellement des herbes aromatiques et les échanges commerciaux ont permis de connaître des épices plus exotiques.
À l'état naturel et sauvage, on trouve à Malte des câpres, du carvi, du thym, du romarin et du laurier-sauce. L'ail, le basilic, la myrte, les oignons, l'origan, sont indigènes ou importés depuis des temps immémoriaux, certainement l'antiquité, et parfaitement acclimatés ; la menthe sauvage existe en petite quantité, compte tenu de ses besoins très importants en eau. Enfin ce sont les échanges commerciaux qui ont fait connaître et utiliser, depuis une période plus ou moins ancienne, le persil, la sauge, la cannelle, les clous de girofle, le piment, le poivre noir et l'anis vert.

### Le lait
Traditionnellement le lait utilisé à Malte était le lait de chèvre. Il était courant de voir les troupeaux de chèvres traverser les villes et villages. Suivant les demandes en lait, le berger attachait une chèvre à un anneau à côté de la porte de la maison, le temps de traire l'animal, il n'était pas possible de faire plus court circuit de distribution. Malheureusement ce  lait de chèvre était contaminé par le germe Micrococcus melitensis qui provoque la transmission d’une anthropozoonose (maladie transmise à l’homme par les animaux), la fièvre de Malte, au consommateur. La relation animal/homme a été mise en évidence en 1905 par un médecin biologiste maltais Themistocles Zammit. Connu sous le nom de brucellose ou encore de tremblante, cette maladie a été à l’origine d’épidémies à Malte. Ce grave problème sanitaire,obligea les autorités à prendre des mesures strictes. Divers comités et consultations mirent en évidence la nécessité de pasteurisation pour détruire le germe. Dès 1923, la décision est prise d'interdire la vente de lait frais dans les restaurants, cafés et autres lieux publics où il se consommait sur place. C'est à ce moment qu'est lancé un slogan toujours connu à Malte Għallu I-halib qabel ma jgħallikom (jeu de mots intraduisible sur għalla/għallel/għallem, bouillir/produire/apprendre, qui pourrait dire  « apprendre à faire bouillir le lait avant de l'utiliser »). En 1931 le gouvernement maltais met en place toute une chaine de production laitière sous le contrôle du Milk Marketing Department (Département de commercialisation du lait) de la collecte du lait à sa vente en bouteille de verre marquée Gouvernment of Malta en passant par la pasteurisation. L'usine de pasteurisation de Ħal Qormi est inauguré par le gouverneur, sir Charles Bonham Carter, le 11 mai 1938. Cette chaîne de production étatique a été privatisée le 1 juillet 1986. Aujourd’hui, grâce à un contrôle vétérinaire et à l’utilisation de lait pasteurisé, la maladie a complètement disparu de l’archipel. Cependant, majoritairement, les Maltais jugent plus savoureux les ġbejniet fabriqués artisanalement au lait cru, que ceux fabriqués industriellement au lait pasteurisé.

### Les fromages

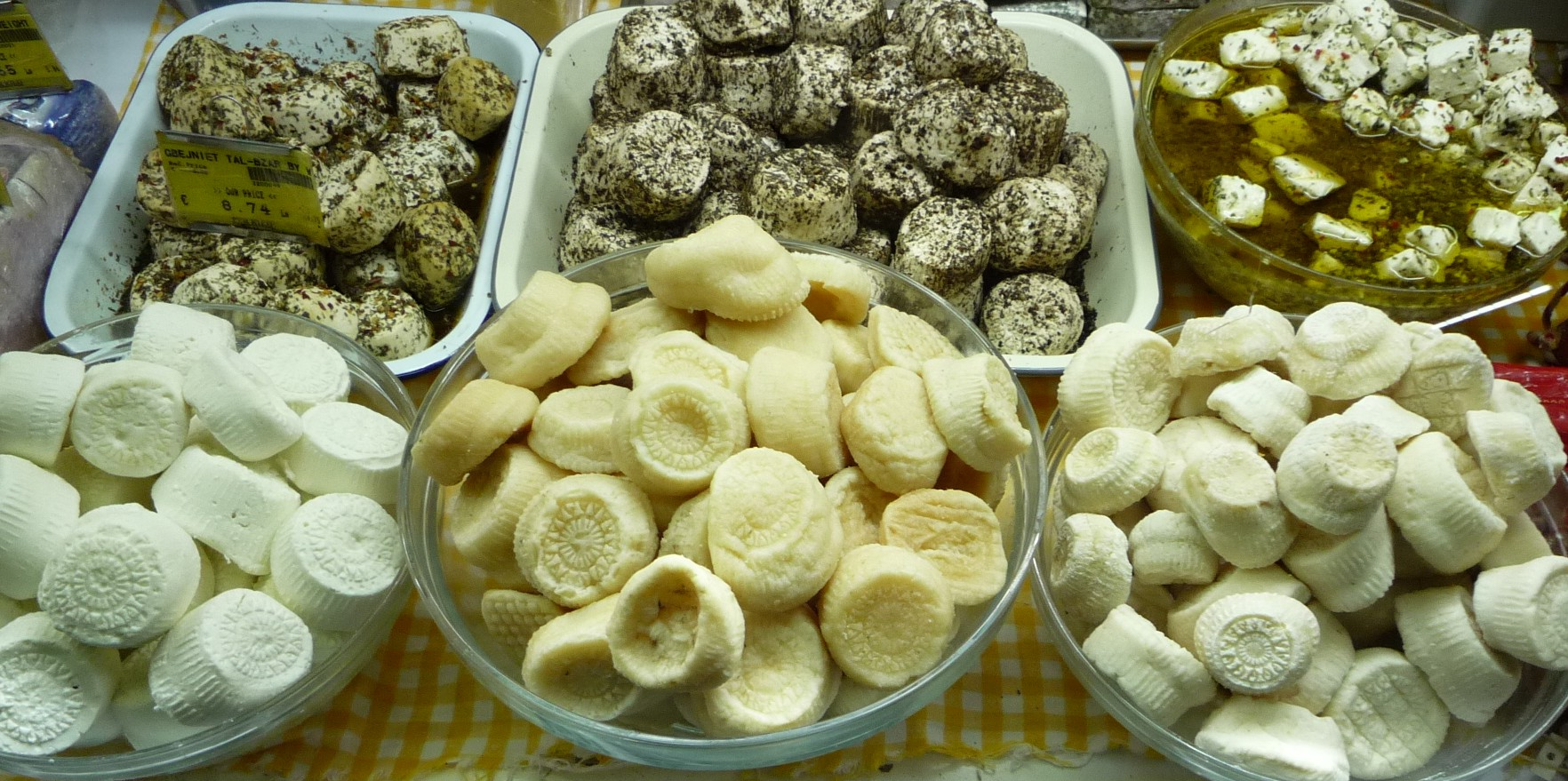
Gbejniet - fromages de brebis

Historiquement seul le lait de chèvre ou de brebis était utilisé pour la fabrication des fromages maltais (ġobon). Ceux-ci sont la ricotta et le ġbejna. Avec le développement pour des raisons sanitaires du lait de vache un autre fromage, aussi d'origine italienne, a pris une place importante dans la cuisine maltaise, la mozzarella.
La ricotta, d'origine italienne, n'est pas à proprement parler un fromage mais plutôt un produit laitier fabriqué artisanalement avec du lait entier et industriellement à partir du petit-lait résultant de la fabrication du fromage de chèvre ou de brebis. La ricotta est largement utilisée dans la cuisine maltaise, à commencer par les pastizzi. La mozarella est aussi partie constituante de la cuisine maltaise. Elle fait le pendant dans les préparation froides à la ricotta plutôt réservée au préparations cuites.
La ġbejna (au pluriel ġbejniet) est typiquement maltaise, elle est fabriquée à partir de lait de brebis ou de chèvre dans tout l'archipel ; la plus renommée est fabriquée à Gozo à partir de lait de brebis. Ces fromages se consomment sous quatre présentations différentes, la ġbejna tal-ilma (littéralement fromagette d'eau) conservée dans son petit-lait ou freski sans petit-lait, la ġbejna maħsula (littéralement fromagette lavée) est frottée au sel, la ġbejna tal-bżar (fromagette au poivre) est recouverte de poivre noir concassé et conservée dans l'huile avec quelquefois aussi du vinaigre de vin et enfin la ġbejna moxxi qui est séchée au soleil.

### Les boissons

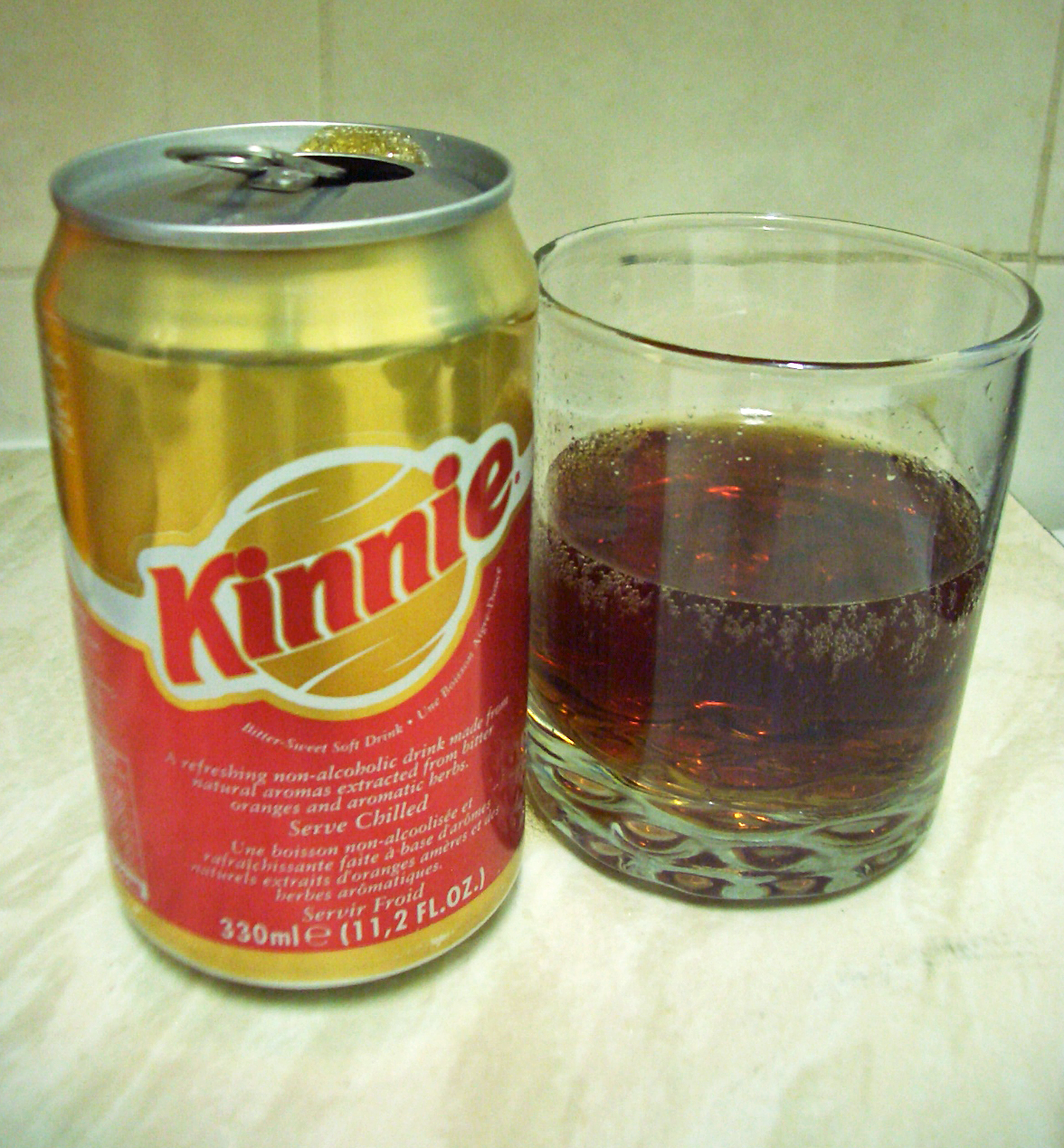
Kinnie, boisson gazeuse typiquement maltaise

La seule boisson typiquement maltaise est le Kinnie. Ce soda doux-amer a été créé à Malte en 1952 pour concurrencer l'envahissement des colas. Fabriqué à partir de bigarade, fruit amer d'un oranger le bigaradier, elle est combinée avec une infusion d'herbes aromatiques et d'épices. Sa recette est tout aussi secrète que celle du coca. Il en a l'apparence, mais pas le goût. Pour satisfaire aux nouvelles habitudes de l'époque, le Diet Kinnie, allégé en sucre est lancé en 1984, et, en 2007, un nouveau goût est créé avec Kinnie Zest. Cette boisson désaltérante sert de base à nombre de long-drinks. Le Kinnie a reçu la distinction de « l'Épi d'Or de la Qualité internationale » pour son goût original. Ce prix a été décerné par le « comité international d'action gastronomique et touristique » français.
Ce sont les Britanniques qui ont apporté la bière à Malte dans leurs bagages. Dès 1880, les importations de bière se faisaient en provenance d'une brasserie de Reading en Angleterre. En 1920, la première brasserie maltaise est construite à Il-Ħamrun, et, le 19 avril 1928, la Farson pale ale est commercialisée, suivie quelques mois plus tard par la bière Cisk Pilsner d'une autre brasserie concurrente. Depuis ce moment la consommation de bière n'a fait qu'augmenter, les deux marques de bières maltaises les plus consommées sont la Cisk et la Hopleaf, à côté de bières de marques étrangères comme la Carlsberg, elle aussi fabriquée à Malte.
Les auteurs tels que M. Tabonne considèrent que la vigne et le vin ont été introduits à Malte par les Phéniciens aux alentours de 800 av. J.-C. La vigne déclina lors de l'occupation musulmane, jusqu'à l'arrivée des chevaliers de l'ordre de Saint-Jean de Jérusalem qui importèrent les techniques de culture d'Europe. La viticulture maltaise prospéra, avec même des exportations, jusqu'à l'arrivée des britanniques qui firent arracher les vignobles pour cultiver du coton. Vers la fin du XIXe siècle, l'effondrement du coton maltais sur les marchés internationaux permit une réimplantation de la vigne malgré l'épidémie de phylloxéra en 1919. Les espèces plantées, ghirgentina en blanc et gellewza et mammolo en rouge, n'étaient pas de qualité mais avaient plutôt été choisies pour leur rendement. L'entrée prévisible de Malte dans l'Union européenne a poussé les trois gros producteurs maltais à planter de nouvelles vignes irriguées au goutte à goutte pour produire du vin provenant uniquement de vignes maltaises. 490 ha, des 31 600ha de Malte, sont consacrés à la culture de la vigne et environ 70 % de la production est encore assurée par des raisins ghirgentina et gellewza. Delicata le plus vieux producteur maltais (depuis 1907), Marsovin (1919) et Meridiana (1994) produisent maintenant des vins maltais de qualité en chardonnay, merlot, cabernet sauvignon, cabernet franc, syrah et petit verdot. Pour satisfaire la forte demande en vins qui dépasse le million de caisses par an, après l'importation de raisins et de moût d'Italie vinifiés à Malte dans les années 1980 on assiste dans les années 2000 à l'importation de vins de toutes origines : italienne, française, allemande, espagnole, américaine, argentine, chilienne, australienne, néo-zélandaise, principalement.
Le kafe (café) est souvent bu nature, mais les maltais aiment bien « cuisiner » leur café : pour le kafé biz-zokk (littéralement « café avec une branche »), on ajoute une écorce de cannelle, et le kafé msajjar est un mélange de café avec de l'eau de fleur d'oranger, du miel, du sirop de caroube, un clou de girofle et de l'anis. L'hiver, l'imbuljuta est une boisson traditionnelle faite de marrons cuits avec du cacao dans du lait sucré aromatisé avec un zeste d'orange, de la cannelle et des clous de girofle. Consommée chaude, quelquefois froide, c'est une boisson de Noël. L'été, la ruġġata, est une boisson faite de lait d'amandes dilué comme un sirop dans de l'eau fraîche.

## Les préparations culinaires

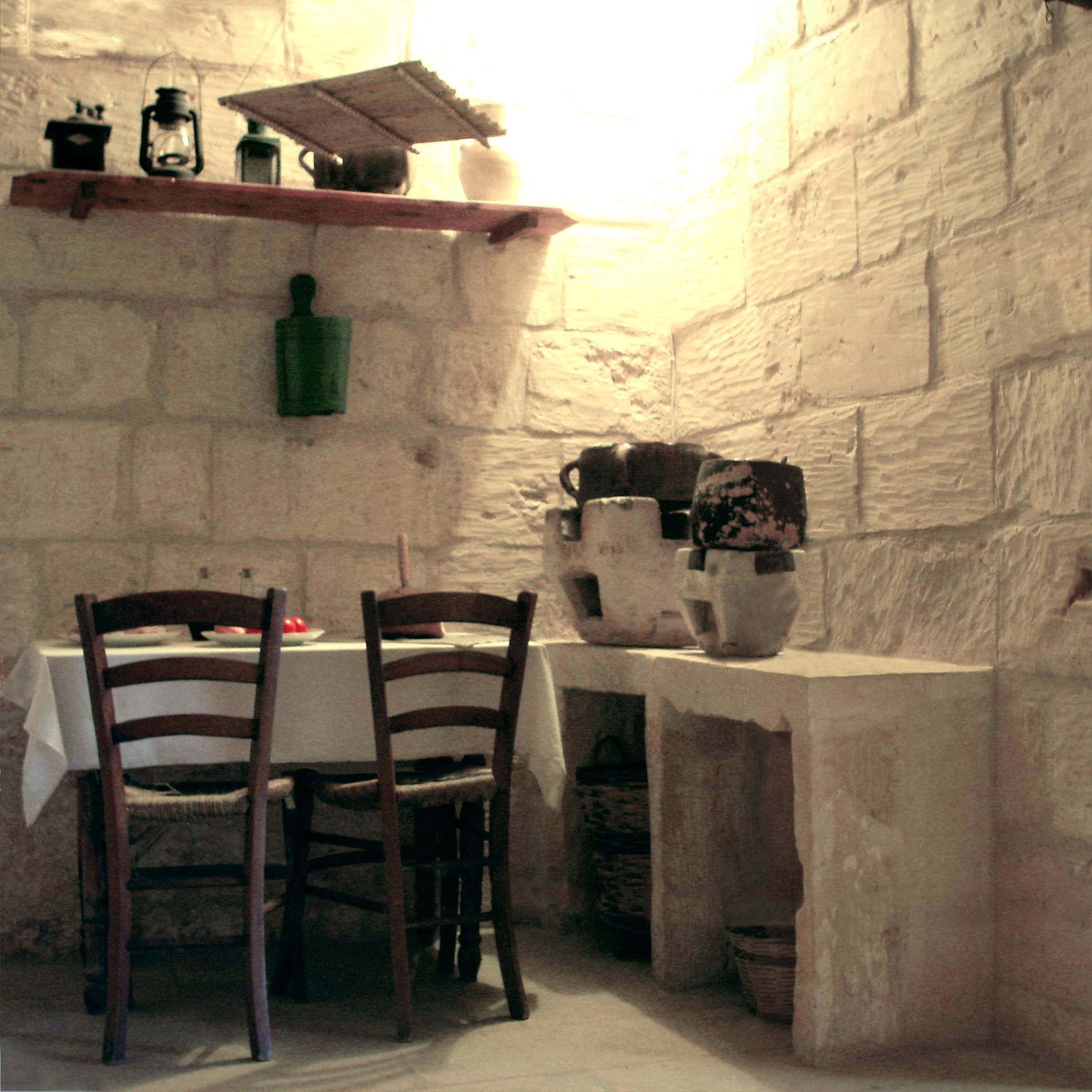
Kċina (cuisine traditionnelle) dans une razzett (ferme) utilisant deux kwiener (kernur au singulier - pierre chaude, brasero de cuisson

Le bois ayant de tous temps été relativement précieux dans les îles maltaises, la cuisson à grand feu était peu pratiquée. Les habitations paysannes disposaient, jusque dans les années 1950, dans leur cuisine d'un kenur, sorte de brasero taillé dans la pierre aussi appelé « pierre chaude ». Ce mode de cuisson ne permettant pas des feux vifs, les préparations culinaires sont donc principalement mijotées dans un faitout où la viande était cuite avec la soupe, même si celle-ci était mangée indépendamment de celle-là, cela permettait de gagner du temps de cuisson. C'est la raison pour laquelle la cuisine maltaise comporte beaucoup de soupes (sopop, soppa au singulier), de ragoûts (stuffijiet, stuffat au singulier) mais aussi des viandes ou des poissons cuits au-dessus de la vapeur (fuq il-fwar) de la soupe.
Pour optimiser la consommation de bois, les dimanches et jours de fêtes, les ménagères portaient leurs préparations dominicales chez le boulanger qui enfournait tous ces plats dûment étiquetés après la dernière fournée du matin. C'est la raison pour laquelle beaucoup des plats préférés des maltais sont des préparations cuites au four (il-forn) ou encore présentées sous forme de tourtes (torti, torta au singulier).

## Les spécialités de la cuisine maltaise
Parmi tous les plats maltais, il est des préparations emblématiques de la cuisine maltaise comme le plat national fenkata (lapin braisé et spaghettis) mais aussi timpana (macaronis en abaisse), braġjoli (paupiettes de veau), Torta tal-lampuki (tourte de dorade), kappunata (ratatouille), patata il-forn (pommes de terre au four), imqaret (biscuits de dattes), qagħaq ta' l-għasel (gâteau au miel) ou des desserts de fêtes comme prinjulata (gâteau de Carnaval) ou figolli (gâteau de Pâques). Il ne faut pas oublier les en-cas maltais que sont pastizzi (friands à la ricotta) et hobz biz-zejt (pain à l'huile et à la tomate).

### Les hors-d'œuvre (antipasti)

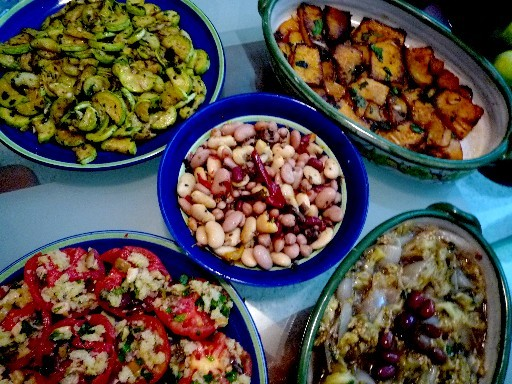
antipasti - hors-d'œuvre

- Bebbux bl-Arjoli (escargots en sauce) : escargots ramassés dans la campagne maltaise, dégorgés, cuits dans de l'eau salé et accompagnés d'une sauce à l'ail (voir Arjoli ci-dessous)[40].
- Bigilla (purée de fèves) : purée de fèves assaisonnée avec de l'huile d'olive, de l'ail et du persil. Se consomme de préférence chaud[40].
- Fażola bit tewm (haricots en salade) : haricots assaisonnés avec de l'huile d'olive, de l'ail et du persil. Se consomme froid[40].
- Fritturi tal-ħaxix (beignets de légumes) : potiron, chou-rave, courgette, aubergine, chou-fleur, artichauts et même de la laitue, d'une façon générale tous les légumes, souvent les restes, sont blanchis s'il ne sont déjà cuits, puis revenus à l'huile d'olive, enfarinés avec un mélange de farine, de persil et d'ail hachés et d'anchois au sel émiettés. Des petites galettes de légumes sont jetées dans la friture, quelquefois frites dans la poêle.
- Fritturi tal-makku (friture de poissons) : tout petits poissons roulés dans de la farine mélangée à du persil et de l'ail hachés. Les poissons sont jetés dans une friture et servis avec des quartiers de citron. Ce plat est inspiré de la cuisine britannique. Précédemment les poissons, peu importe leur taille étaient cuisinés sous forme de soupe.
- Żebbuġ mimli (olives farcies) : les plus grosses olives vertes sont réservées, dénoyautées, elles sont remplies d'une pâte d'anchois au sel et de câpres et conservées dans de la saumure.

### Les soupes (sopop)
- Aljotta (soupe de poissons) : le nom de cette soupe a très certainement pour origine aglio qui, en italien, signifie ail. Cette soupe de poissons est aussi une soupe à l'ail[41], généralement grondins, rascasses, calmars et poulpes coupés en morceaux, cuits dans un fond de tomates et d'ail fondus à l'huile d'olive et mouillés avec de l'eau de mer filtrée. Cette soupe est servie chaude, saupoudrée de persil et accompagnée de tranches de pain grillées. Aujourd'hui, on ajoute des moules et des palourdes cuites séparément, dont l'eau végétative est récupérée pour mouiller les poissons. Cette soupe est réalisée par les pêcheurs avec toutes sortes de poissons, résultat de leur pêche[42].
- Brodu taċ-ċanga (bouillon de viande)[43] : de préférence jarret de bœuf, découpé en morceaux, cuits dans une soupe de pommes de terre, de carottes et de tomates, taillées en mirepoix, relevée de sauce tomate (voir Zalza tad-tadam ci-dessous). Certains ajoutent en fin de cuisson du riz ou des pâtes. La viande est toujours servie séparément de la soupe[44].
- Brodu tat-tiġieġa (bouillon de poulet) : ce bouillon de poulet à l'égal de la soupe de Barley (voir Soppa tal-Barley ci-dessous), est considérée comme ayant des vertus reconstituantes ou même le pouvoir éviter la scoliose chez les enfants[45]. Poulet avec abats, cuit dans un bouillon de pommes de terre, carottes taillées en mirepoix avec oignons et céleri. On Ajoute, en fin de cuisson, du riz ou des pâtes avec le foie et le cœur du poulet et de la sauce tomate (voir Zalza tad-tadam ci-dessous). Le poulet est généralement servi avant la soupe pendant la cuisson des pâtes ou du riz ou désossé dans la soupe[46].
- Kawlata (potée)[47] : soupe de potiron, pommes de terre, carottes, navets, tomates, courgettes, chou, chou-fleur et oignons coupés en macédoine, relevée de sauce tomate (voir Zalza tad-tadam ci-dessous), cuite avec de la viande de porc et des saucisses maltaises. La viande est toujours servie séparément de la soupe[48].
- Kusksu (soupe aux fèves) : fèves revenues dans un fond de sauce tomate (voir Zalza tad-tadam ci-dessous) avec des oignons et de l'ail, accompagnées de petits pois, mouillées d'eau. En fin de cuisson, de la semoule de couscous est ajoutée. Servie avec un trait d'huile d'olive et du fromage râpé[49].
- Minestra tel-ħaxix (minestrone)[50] : soupe de potiron, pommes de terre, carottes, navets, tomates, courgettes, chou, chou-fleur et oignons coupés en brunoise, relevée de sauce tomate (voir Zalza tad-tadam ci-dessous) avec un morceau de lard. En fin de cuisson sont ajoutées de petites pâtes[51].
- Soppa ta' l-armla (soupe de la veuve) : émincé de chou, chou-fleur, salade, céleri et oignons avec petits pois revenus dans de la matière grasse et mouillés d'eau. En fin de cuisson sont ajoutés un œuf cassé et un petit ġbejna freski par personne[52].
- Soppa tal-Barley (soupe de Barley à l'orge) : orge perlé cuit dans un bouillon de poule avec des tomates. Des feuilles de menthe sauvage et du fromage coupé en morceaux sont ajoutés en fin de cuisson. La soupe de monsieur Barley est considérée comme une soupe reconstituante pour les convalescents, les personnes âgées et les enfants[53].
- Soppa tal-kirxa (soupe de tripes) : tripes coupées en petits morceaux, cuites avec une soupe de potiron, pommes de terre, navets, tomates, chou, chou-fleur et oignons coupés en mirepoix[54].

### Les entrées (bidja)
- Barbuljata (œufs brouillés) : on fait cuire des œufs brouillés sur un fond d'oignons et de tomates. Généralement accompagnés avec des beignets de légumes (voir Fritturi tal-ħaxix ci-dessus)[55].
- Froġa tal-bajd (omelette au basilic) : les œufs sont battus avec un émincé de feuilles de basilic et du ġbejna moxxi râpé. L'omelette maltaise est cuite sur ses deux faces[56].
- Froġa tal-tarja (omelette aux pâtes) : les œufs sont battus avec du persil haché et du ġbejna moxxi râpé, et versés sur des vermicelles cuites séparément al dente. L'omelette est cuite sur ses deux faces[55].
- Pizza tal-Malti (pizza maltaise) : cette pizza est faite avec de la chair de tomates en purée, du ġbejna moxxi en lamelles, des olives et des câpres. Servie avec des feuilles fraiches de basilic et de l'huile d'olive. Aujourd'hui les pizzérias ont fait connaître un large éventail de préparations[57].
- Torta ta' l-irkotta (tourte à la ricotta) : mélange de ricotta et d'œufs battus, cuit au four dans une tarte recouverte d'une abaisse de pâte feuilletée[58].

### Les pâtes et le riz (ghaġin u ross)

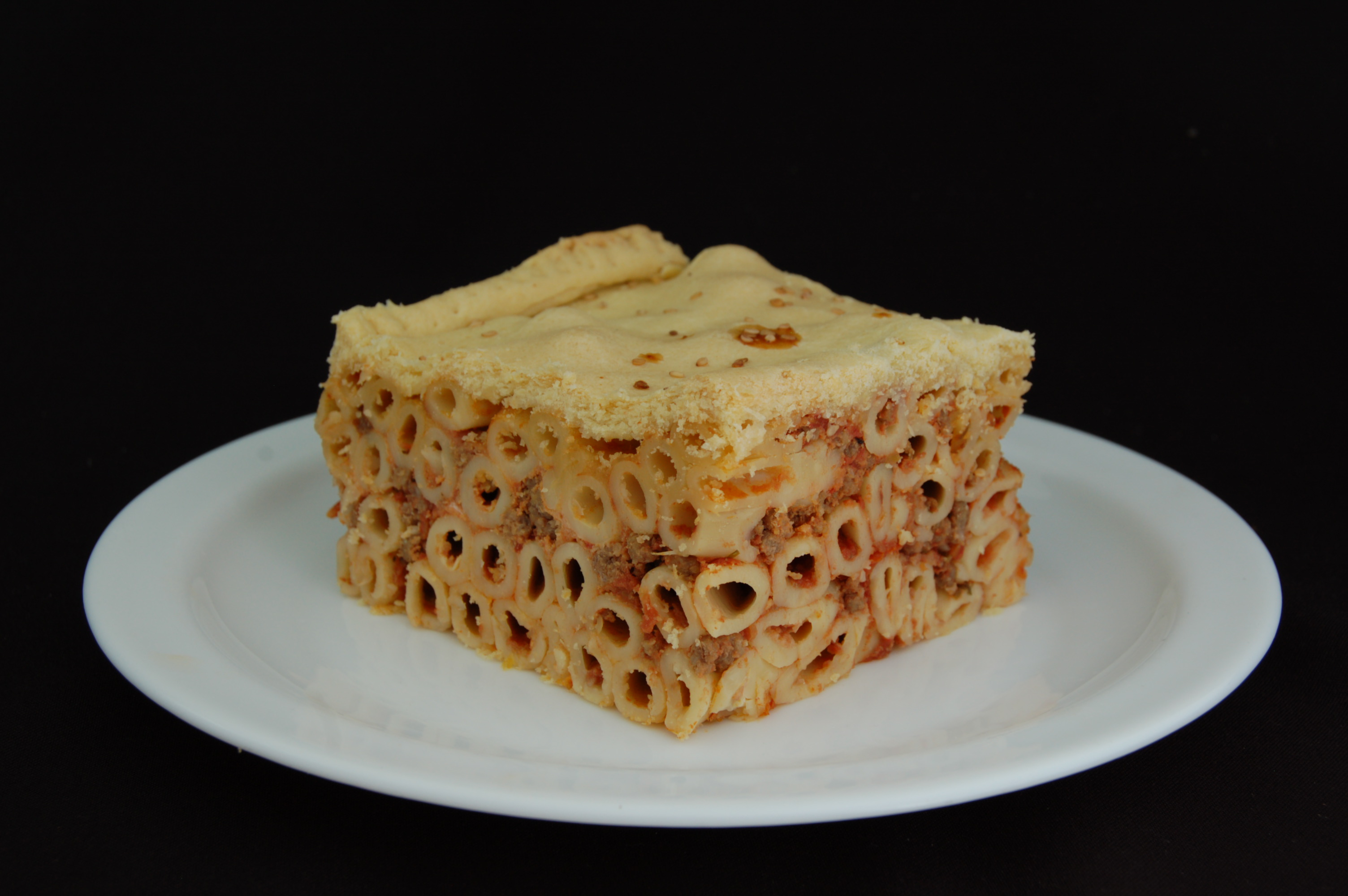
Timpana - macaronis en abaisse

- Cannelloni (cannellonis) : rouleaux de pâtes farcis d'un mélange d'œuf, de jambon et de fromage (ricotta, mozzarella), cuite au four dans une sauce à la viande (voir Zalza tal-laħam ci-dessous)[59].
- Ghaġin bl-inċova (pâtes aux anchois) : spaghetti accompagnés d'une sauce piquante (voir Zalza pikkanti ci-dessous) relevée avec des anchois au sel et de l'ail. L'ensemble est frit jusqu'à ce que les pâtes soient croustillantes.
- Ghaġin Grieg (pâtes à la grecque) : petites pâtes « perles » cuite avec de la viande de porc hachée, du lard finement coupé et des oignons, le tout longtemps mijotés dans un bouillon de poulet jusqu'à évaporation. Servies avec du fromage rappé. Ce plat n'est pas de tradition populaire maltaise mais serait une adaptation tardive d'une recette anglaise.
- Mqarrun il-form (gratin de macaronis) : macaronis dans une sauce à la viande (voir Zalza tal-laħam ci-dessous), recouverts d'œuf battu gratinés au four[60].
- Penne biz-zalza tal-fenek (pennes au lapin) : pennes servis avec une selle de lapin coupée en très petits morceaux rissolée au vin blanc avec des herbes (sauge, romarin, myrte et basilic)[61].
- Ravjul (raviolis) : raviolis farcis d'un mélange d'œuf, de ricotta et de persil, servis avec une sauce tomate (voir Zalza tad-tadam ci-dessous)[62].
- Ross il-forn (riz au four) : sur un fondu d'oignons, d'ail, de lard en morceaux, de foies de poulet et de viande hachée bien souvent de porc, le riz est cuit au four jusqu'à absorption de lait mélangé avec des œufs et du fromage. Il existe une variante aux légumes avec des aubergines, des courgettes,  des tomates et des champignons[63].
- Spaghetti bil-brungiel (spaghettis aux aubergines) : spaghettis accompagnés de fines rondelles d'aubergines rissolées servis avec une purée d'aubergine incorporée à une sauce tomate  (voir Zalza tad-tadam ci-dessous)[64].
- Timpana (macaronis en abaisse) : macaronis cuits au four en abaisse de pâte feuilletée avec un hachis de viande et de cervelle de porc, de bœuf et de foie de volaille incorporé à une sauce tomate (voir Zalza tad-tadam ci-dessous)[65].

### Les poissons (ħut)

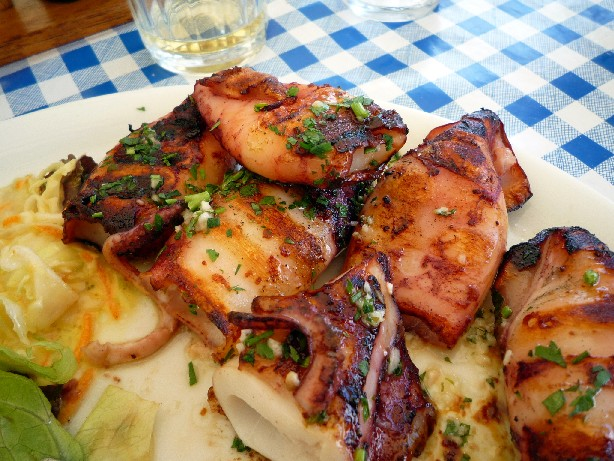
Clamari mimlija - calmars farcis

- Braġjoli tat-tonn (paupiettes de thon) : fines tranches de thon enroulées autour d'un mélange d'œuf dur haché, d'anchois au sel, de câpres, d'olives, de menthe ou de marjolaine fraîche. Les paupiettes sont saisies puis mijotées dans de l'huile d'olive parfumée à l'ail, déglacées en fin de cuisson au vinaigre. Il est possible de réaliser ce plat avec d'autres types de poissons comme Accola (sériole), Denċi (denti), Ċerna (mérou) ou Pixxispad (espadon).
- Ċerna biz-zalza tad-tadam (mérou à la tomate) : tranches de mérou cuites au four sur lit et couverture de tranches d'oignons et de tomates, mouillées au vin blanc et de sauce tomate (voir Zalza tad-tadam ci-dessous)[66].
- Clamari mimlija (calmars farcis) : calmars cuits au four avec de l'origan, farcis des têtes et tentacules hachés et d'un mélange de fromage, d'ail, de persil et de chapelure[67].
- Lampuki biz-zalza pikkanti (daurade à la sauce piquante) : daurade coupée en morceaux, rissolée, accompagnée d'une sauce tomate piquante (voir Zalza pikkanti ci-dessous)[68].
- Pixxispad (darnes d'espadon) : darnes d'espadon sautées en panure à l'ail et au persil[69].
- Pixxispad il-form (espadon au four) : grosse darne d'espadon piquée à l'ail et au poivre, cuite au four sur lit et couverte de tranches de tomates épépinées avec origan et basilic[70].
- Pixxispad mixwi (espadon au gril) : darne d'espadon grillée, accompagnée d'une sauce à l'origan (voir Zalza tal-merqdux ci-dessous)[71].
- Sargu marinat (pageot mariné) : pageot mariné au vin blanc, vinaigre, huile d'olive, ail et persil, farci de lard haché, de fromage et d'olives, cuit au four avec les condiments de la marinade, servi avec du citron[72].
- Spnotta il-forn (bar au four) : bar cuit en papillote au four avec des tomates, des câpres et de l'origan[73].
- Stuffat tal-Bakkaljaw (ragoût de morue) :  après avoir fait dessalé la morue si besoin, les filets sont mis à mijoter avec des pommes de terre et des carottes coupées en dés, des oignons, de l'ail, des tomates, des anchois au sel, des raisins secs et de la noix de muscade. La recette change en fonction des légumes de saison. L'accompagnement peut être des morceaux de citrouille, du chou-fleur, des olives noires, des pommes de terre, des oignons, relevés avec une sauce tomate (voir Zalza tad-tadam ci-dessous), du laurier et du thym.
- Stuffat tal-qarnit (pieuvre à l'étouffée) : pieuvre coupée en morceaux cuite à l'étouffée sur un fond de tomate, d'oignon, d'ail, de persil et de piment mouillé au vin rouge[74].
- Sawrell Mimli il-forn (maquereau farci au four) : les maquereaux sont farcis d'un mélange de chapelure, d'olives, d'anchois au sel et de persil. Ils sont cuits au four entre des couches de pommes de terre, d'oignons et de tomates, parfumés avec des feuilles de marjolaine fraîche et de l'huile d'olive.
- Tonn biz-zalza tad-tadam (thon marinière) : darnes de thon mijotées avec des tomates, des câpres, des olives en saumure, des feuilles de menthe et du persil[75].
- Torta tal-lampuki (tourte de daurade) : tourte de pâte feuilletée remplie de la chair d'une daurade émiettée, mélangée avec une fondue de tomate, d'oignon, d'olive et de chou-fleur au court-bouillon de cuisson[76].

### Les viandes (laħmijiet)

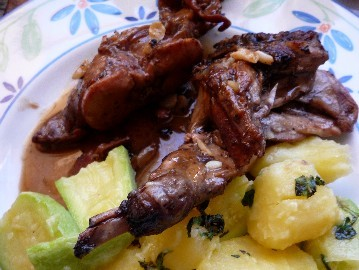
Fenek bit-tewm u bl-inbid - civet de lapin

- Braġjoli (paupiettes de veau) : restes de viande hachés avec du lard, de l'ail et du persil, mélangés avec des œufs battus, ficelés dans des escalopes de veau, revenus sur un fond d'oignon et mouillés au vin rouge[77].
- Falda mimlija (flanchet braisé) : flanchet farci avec un hachis de porc, de lard, d'un œuf dur, de fromage, d'oignon, d'ail et de persil, liée à l'œuf, cuit avec pommes de terre, carottes, courgettes, tomates et branche de céleri[78].
- Fenek bit-tewm u bl-inbid (Civet de lapin) : lapin en morceaux mariné au vin rouge, rissolé avec des gousses d'ail, mijoté dans la marinade avec du laurier[79].
- Fenkata (lapin braisé et spaghettis) : plat national, c'est un civet de lapin (voir Fenek bit-tewm u bl-inbid ci-dessus) auquel est ajouté des pommes de terre et servi avec des spaghettis[80].
- Laħam fuq il-fwar (bœuf à la vapeur) : tranches fines de faux-filet et de lard, avec ail et persil, cuites dans un plat au-dessus de la soupe[81].
- Laħam taż-żiemel (viande de cheval) : la viande de cheval  a été assez largement consommée dans le passé, elle était habituellement cuite en très minces tranches à la vapeur comme le bœuf (voir Laħam fuq il-fwar, bœuf à la vapeur ci-dessus) ou mijotée à l'ail comme le lapin (voir Fenek bit-tewm u bl-inbid, Civet de lapin ci-dessus) ou bien cuite au four avec des oignons et des pommes de terre (voir Patata il-forn, pommes de terre au four ci-dessous).
- Majjal fil-forn (carré de porc au four) : plat de fête, un carré de porc non désossé, piqué au poivre et romarin, arrosé d'huile d'olive, frotté d'un hachis d'ail et de romarin, cuit au four avec des pommes de terre[82].
- Pulpetti (boulettes de viande) : restes de viande hachée mélangés avec œuf,  fromage et pomme de terre écrasés, persil et basilic, revenu sur un fond d'oignon, cuit dans un bouillon, servi avec des pâtes[83].
- Pulpettun (hachis de viande) : hachis de viande et foie de porc, de bœuf et de jambon, d'oignon et de persil, mélangée avec des œufs battus, roulé en forme de pain autour d'œufs durs, cuit au four[84].
- Stuffat tal-haruf (agneau à l'étouffée) : morceaux d'agneau revenus avec lard, carottes, céleri et oignons hachés, laurier et noix de muscade, mouillés avec du vin blanc et de la sauce tomate (voir Zalza tad-tadam ci-dessous), finir la cuisson à l'étouffée avec des haricots et des petits artichauts[85].
- Stuffat tac-ċanga (bœuf en daube) : gite de bœuf coupé en morceaux, revenu avec du lard et un bouquet garni (thym, laurier, sauge, romarin et persil) sur un fond de tomates, d'oignons, de carottes relevé d'un zeste d'orange râpé et de clous de girofle, mouillé au vin rouge, cuisson à l'étouffée[86].
- Stuffat tal-fenek (ragoût de lapin) : lapin en morceaux mariné dans du vin type Marsala, rissolé avec oignon, ail et persil, singé (enrobé de farine) et mitonné avec sauce tomate (voir Zalza tad-tadam ci-dessous), câpres, céleri haché, olives, mouillé au fur et à mesure avec la marinade[87].
- Zalzett tal-Malti (saucisse maltaise) : saucisse de porc relevée au sel marin, poivre noir, graines de coriandre et persil puis mise à sécher. Elle est consommée frite, braisée, cuite à la vapeur ou même crue quand elle vient d'être préparée. Certaines saucisses comprennent aussi de l'ail mais se consomment fraîches. Récemment, une variété pour être grillée au barbecue est devenu populaire.

### Les légumes (haxiet)

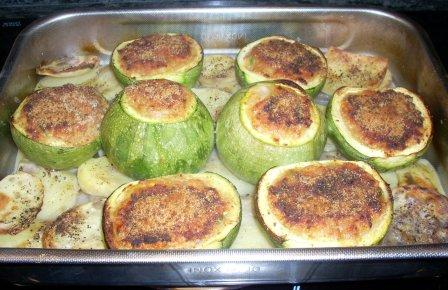
Qargħa Bagħli Mimli - courgettes maltaises farcies

- Fritturi tal-pastard (crêpes de chou-fleur) : crêpes souvent réalisées pour utiliser des restes de légume comme le chou-fleur, écrasé en purée, mélangé à des œufs battus, relevé avec de l'ail et du persil hachés, rissolé sur les deux faces[88].
- Ful bit-tewm (fèves à l'ail) : fèves cuites avec de l'ail et du persil, souvent relevées d'huile d'olive et de vinaigre[89].
- Kappunata (ratatouille) : aubergines et branches de céleri coupées en macédoine, rissolés avec des oignons émincés, compotés avec une sauce tomate  (voir Zalza tad-tadam ci-dessous) avec olives, câpres et basilic. On ajoute souvent du vinaigre et du sucre[90].
- Ħass, ful u piżelli (laitue braisée aux fèves et aux pois) : un plat de printemps de jeunes légumes comme les salades, les fèves, les pois, entre autres ; braisés dans l'huile d'olive avec des petits oignons ou des jeunes poireaux. Se sert généralement avec du jambon cuit à l'os (tal perżut-għadma).
- Haxiet mimli (légumes farcis) : les farces changent en fonction des légumes, les aubergines (brunġiel) sont généralement farcies avec du fromage et cuites dans de la sauce tomate[91] ; les poivrons (bżar aħdar) avec une farce tomates, oignons, olives, câpres et anchois[92], les artichauts (qaqoċċ) avec ail, olives, persil et anchois[93], les courgettes (qarabagħli) avec une farce de viande, tomates, oignons, câpres, olives et basilic[94] et les tomates (tadam) avec anchois, câpres et feuilles de menthe[95].
- Patata fgata (pommes de terre au fenouil) : pommes de terre coupées en rondelles cuites avec de l'oignon, de l'ail et des graines de fenouil[89].
- Patata il-forn (pommes de terre au four) : pommes de terre coupées en rondelles un peu épaisses placées en lit avec des rondelles d'oignons, assaisonnées de graines d'anis, de carvi ou de thym, arrosées d'huile d'olive et d'eau. Ce plat cuit au four rarement seul, il est facile d'en améliorer le goût en faisant cuire sur le dessus une pièce de viande, plus rarement des légumes farcis.
- Qarabagħli biz-zalza pikkanti (courgettes à la sauce piquante)[96] : rondelles de courgettes rissolées à l'huile d'olive, servies avec une sauce piquante (voir Zalza pikkanti ci-dessous)[97].
- Stuffat tal-qargħa ħamra (potiron à l'étouffée) : potiron coupé en dés cuit à l'étouffé avec des oignons, de l'ail, agrémenté de menthe. Sert généralement d'accompagnement à du riz.
- Torta tal-qargħa (tourte au potiron) : la viande de porc, hachée et allongée au vin, est précuite sur une fondue d'oignons, d'ail, épicée de cannelle et de laurier, de potiron coupé en morceaux et de riz. Cet appareil refroidi sert à garnir une tarte, fermée d'une abaisse et cuite au four[98].

### Les sauces (zalzi)
- Ajjoli (aïoli) :  forme maltaise de l'aïoli, pommade à l'huile d'olive d'ail agrémentée de basilic, menthe, persil, câpres, olives et filets d'anchois au sel.
- Arjoli (sauce à l'ail) : sauce tomate (voir Zalza tad-tadam ci-dessous) à laquelle sont ajoutés beaucoup d'ail, de menthe et de persil finement hachés.
- Zalza ħadra (sauce verte) :  mélange dans une vinaigrette d'huile d'olive (possibilité de remplacer le vinaigre par du jus de citron), d'ail ciselé et de filets d'anchois au sel émiettés.
- Zalza pikkanti (sauce piquante) : sur une fondue d'oignons, d'ail, d'olives et de câpres hachés, allongée de sauce tomate (voir Zalza tad-tadam ci-dessous) et de vinaigre[97].
- Zalza tad-tadam (sauce tomate) : base de toutes les sauces à la tomate, c'est une fondue de tomates, relevée de basilic et d'huile d'olive, adoucie d'un peu de sucre[99]. Certaines ménagères ajoutent de l'oignon et/ou de l'ail en fonction de l'utilisation prévue. Les habitudes italiennes y font incorporer les restes de viande hachée de porc et de bœuf cuite séparément pour accompagner les pâtes mais les anciennes habitudes maltaises vont de préférence à la sauce à la viande (voir Zalza tal-laħam ci-dessous).
- Zalza tal-kappar (sauce aux câpres) : mélange dans une vinaigrette à l'huile d'olive de câpres, d'olives, de persil et de menthe, le tout finement ciselé.
- Zalza tal-laħam (sauce à la viande) :  c'est un fond d'oignons, de carottes et de branches de céleri, mijoté avec une pièce de viande souvent bardée de lard. À la mi-cuisson, la sauce tomate est ajoutée (voir Zalza tad-tadam ci-dessus), allongée avec du vin rouge. Puis la viande est retirée et mangée à part et la sauce est laissée à compoter[99].
- Zalza tal-merqdux (sauce à l'origan) : émulsion d'huile olive, d'eau et de jus de citron avec de l'origan, de l'ail et du persil, cuite au bain-marie[71].

### Le pain (ħobż)

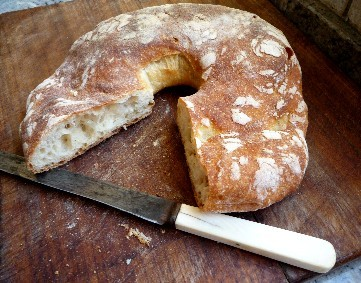
Ftira - pain-couronne

- Ħobża (pain maltais) : le pain maltais en forme de miche ou de couronne est fait d'une pâte au levain, cuite dans un four à bois très chaud, donnant une croute très cuite et croustillante et une mie légère et aérée. Anciennement, le pain était cuit une fois la semaine et la croute épaisse et dure protégeait la mie suffisamment longtemps. Le pain fait partie de tous les repas maltais[100].
- Galletti (pain de marin) : petit pain rond en forme de petite galette, c'était un cuit recuit pour le sécher complètement et pour qu'il puisse se conserver sur les bateaux de l'ordre de Saint-Jean de Jérusalem sans moisissure. Il est encore fabriqué même s'il n'est plus recuit. Les Maltais aiment bien manger un ġbejna (fromage) ou une zalzett (saucisse) avec ce type de pain[101].
- Ftira (pain-galette) originellement pain au levain en forme de galette, cuit en premier dans un four très chaud pour éviter qu'il ne monte trop, il comporte une croute plus mince et une mie plus serrée. Avec la modernisation des fours électriques il y a moins de différence avec le pain maltais sinon qu'il soit maintenant fabriqué sous forme de couronne[102].
- Ftira għawdxija (pain farci de Gozo) : pâte à pain cuite au four à bois avec des rondelles de pommes de terre, de tomate, des filets d'anchois et des olives. Il existe des variantes en fonction des disponibilités, avec  un ġbejna (fromage) ou une zalzett (saucisse). À l'origine, c'était le repas de campagne pour les bergers de Gozo[103].
- Ftita tar-Randan (pain de Carême) : pâte à pain cuite au four avec du poisson ou des filets d'anchois pour les jours de Carême où la consommation de viande était interdite.

### Les pâtisseries (delikatezzi)
- Biskuttini tar-raħal (biscuits de campagne) : c'est le biscuit populaire fait dans toutes les cuisines campagnardes. Biscuits à la girofle et au zeste de citron recouverts d'un glaçage[104].
- Figolli (gâteaux de Pâques)[105] : pâte aromatisée de jus et de zeste de citron râpé, découpée suivant des formes figuratives, fourrée au massepain (pâte d'amandes), décorée de glaçage et d'un demi-œuf en chocolat[106].
- Imqaret (biscuits de dattes) : beignets de pâte à l'eau de fleurs d'oranger, fourrés d'une pâte de dattes aromatisée à la girofle, anis et zeste d'orange rapé[107].
- Kannoli ta'l-irkotta (rouleaux à la ricotta) : rouleaux de pâte au cacao et vin rouge cuits en beignet, fourrés d'un appareil de ricotta, de cacao, de pistaches hachées et de sucre, décorés d'écorce d'orange confite[108]. Une forme bourgeoise plus récente remplace la ricotta par de la crème pâtissière ou de la crème fraîche fouettée, c'est le Kannoli tal-krema (rouleau à la crème).
- Kwareżimal (biscuits de Carême)[109] : biscuits aux amandes pilées, aromatisés à la vanille, cannelle, clous de girofle, cacao, zestes d'orange et de citron et eau de fleurs d'oranger, recouverts de miel, de pistache et d'amandes grillées pilées[110].
- Prinlulata (gâteau de Carnaval)[111] : bol à charlotte tapissé de biscuit de Savoie, rempli de crème au beurre aromatisée de vanille et incorporée de pignons, glacé et décoré de chocolat, de cerises confites et de pignons[112].

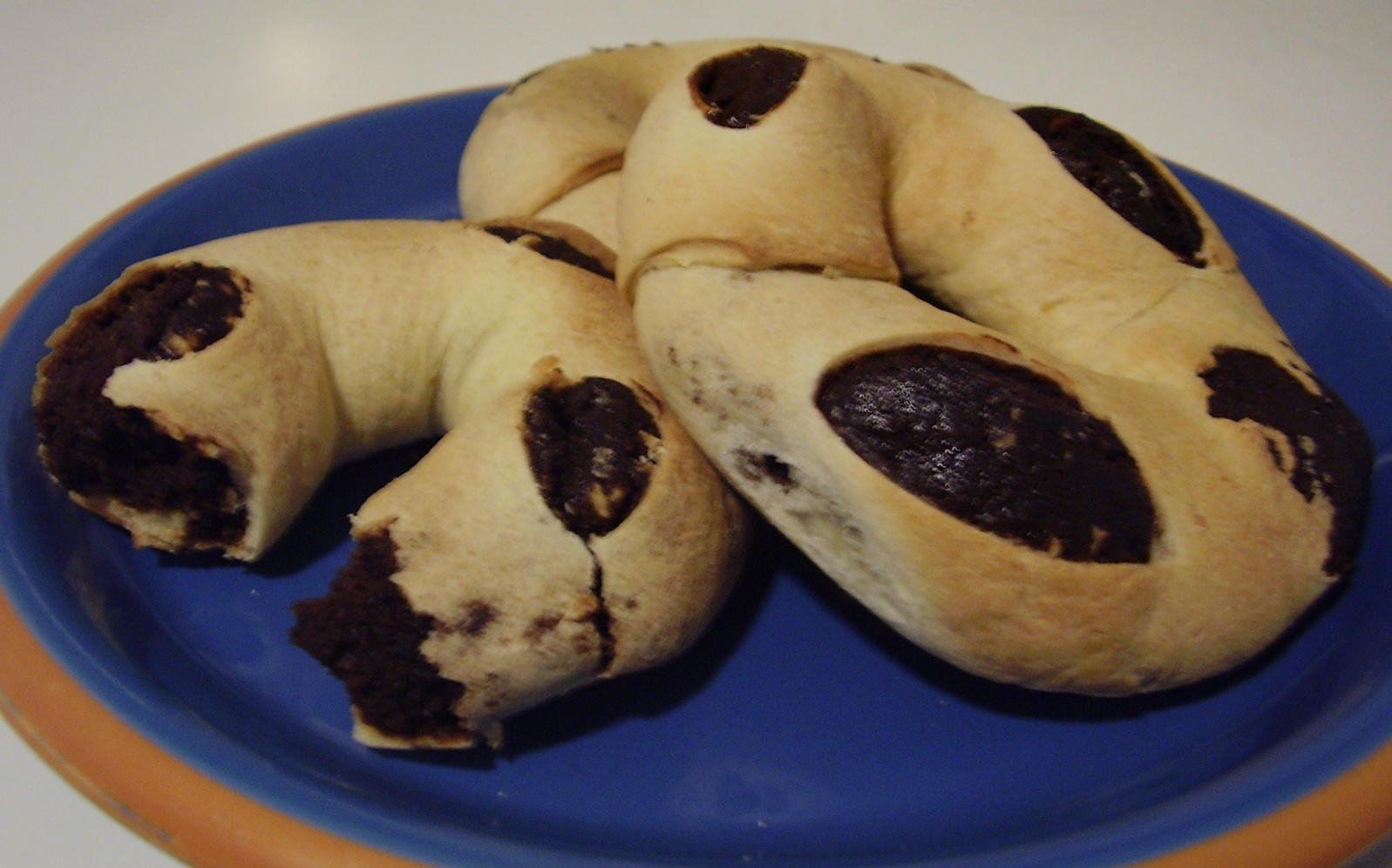
Qagħaq ta'l-għasl - gimblettes au miel

- Pudina tal-ħobż (pudding au pain) : héritage de la cuisine britannique, pudding au pain, margarine et lait, incorporant sucre, raisins secs, zeste d'oranges râpés, cacao, vanille, muscade et épices suivant l'inspiration[113].
- Qagħaq ta'l-għasl - gimblettes au miel[114] : pâte en forme de couronne farcie d'un appareil de mélasse ou de miel, de semoule, et de sucre, aromatisé de cacao, d'anis, de girofle, de zeste d'orange et de citron. La pâte est ouverte régulièrement pour permettre la dilatation de l'appareil[112].
- Qagħaq tal-ġulġlien (gimblettes au sésame) : biscuits en forme de gimblette recouverts de graines de sésame[104]
- Sinizza (roulé au fruits confits) :  à l'origine pâte feuilletée recouverte avec de la ricotta parsemée de cerises confites et roulée sur elle-même. Aujourd'hui souvent le gâteau de Savoie remplace la pâte feuilletée et l'ensemble est recouvert d'un glaçage au sucre.
- Torta tat-tamal (tarte aux dates) :  tarte en pâte feuilletée avec un remplissage de dattes dénoyautées, de noix concassées, parfumée à l'anis ou avec des zestes d'orange ou de l'eau de fleurs d'oranger.
- Torta tal Marmorat (galette aux amandes) :  galette de pâte feuilletée avec un remplissage d'amandes pilées, d'écorces d'oranges confites hachées, de chocolat noir râpé et parfumé à la cannelle.
- Żeppoli ta' san Ġużepp (choux de Saint-Joseph)[115] : choux remplis d'un appareil de ricotta, de chocolat, de cerises confites, d'amandes et/ou de noisettes grillées pilées, de sucre et de vanille, recouverts de miel et d'amandes et/ou noisettes pilées[116].

### Les friandises (ħelu)
- Ġulepp tal-ħarrub (sirop de caroube) :  utilisé pour adoucir ou sucrer la ricotta, des pâtisseries ou des fruits, ce sirop est considéré comme un calmant pour la toux et les maux de gorge comme le miel.
- Ħelwa tat-Tork (halva ou bonbon turc) : forme maltaise de la halva moyen-orientale ou turque, comme son nom l'indique. La ħelwa est faite de graines de sésame moulues et de sucre avec aussi des ajouts d'amandes et de quelques pistaches. Il existe maintenant toutes sortes de présentation de cette confiserie avec des composants non traditionnels comme le chocolat.
- Karamelli tal-ħarrub (caramel de caroube) : bonbons artisanaux durs carrés, faits à partir du fruit du Caroubier, emballés dans du papier sulfurisé. Ils sont toujours vendus pendant les festi villageoises.
- Qubbajt (Nougat) nougats aux amandes, à la pistache, aux noix, c'est la friandise de toutes les festi vendues par des marchands ambulants qui se signalent à la foule par une enseigne en forme de balance[117].
- Xkunvat (bonbon de fête) : bonbons offerts généralement aux enfants pour souhaiter leur anniversaire[118].

### Les en-cas (snakk)

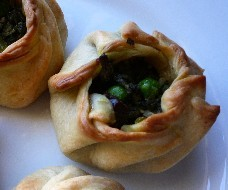
Qassatat généralement à la ricotta ici ċiċra tal-qatta - aux petits pois

- Ciċri (fèves fraiches) : dès l'apparition des fèves, les Maltais aimaient grignoter des fèves crues vendues par les petits marchands mais cette habitude est en voie de disparition. Les cosses, encore sur leur branche, étaient ouvertes et la peau de quelques fèves enlevée pour montrer la fraicheur[119].
- Ħobż biż-żejt (pain à l'huile et à la tomate) : une tranche de pain maltais croustillant frottée généreusement avec une tomate juteuse, bien mûre, arrosée avec un trait d'huile d'olive, avec un peu de sel et de poivre noir écrasé. Un en-cas typiquement maltais qui, avec le temps, se raffine en ajoutant suivant les goûts du persil, du basilic, de la menthe fraîche, des câpres, des olives coupées, des filets d'anchois au sel, des restes de poissons émiettés, des rondelles d'œuf dur, d'oignon, de la salade, des fèves fraîches ou des pickles à la mode anglaise. C'était l'en-cas de l'après-midi pour les pêcheurs, paysans, bergers ou ouvriers, mais aussi le quatre-heures des après-midi à la plage. Servi en petits morceaux comme amuse-bouches dans les restaurants qui se veulent maltais.
- Pastizzi (pastizz au singulier, friands à la ricotta) : en-cas typiquement maltais confectionnés et vendus dans les pastizzeriji. Friands farcis traditionnellement de ricotta mais on trouve maintenant aussi des pastizzi tal-pizelli, aux petits pois. S'il est possible d'en trouver de forme ronde, le véritable pastizz est de forme triangulaire[120].
- Qassatat ta' l-irkotta (chausson à la ricotta) : mélange de ricotta et d'œufs battus, cuit au four dans un chausson de pâte non complètement fermé sur le dessus, à manger chaud[58]. Aujourd'hui, comme les pastizzi, il existe des Qassatat tal-pizelli aux petits pois.
- Sfineġ (chaussons à la morue) : à la différence du Sfinja tunisien qui sont remplis d'œuf dur, les carrés de pâte feuilletée sont remplis d'un morceau de morue salée et d'anchois. Ces chaussons se mangent chauds comme les pastizzi.

## Sources
- (en) Matthew Fort (2005) Eating Up Italy: Voyages on a Vespa Harper Perennial
- Jacques Godechot (1970) Histoire de Malte, Presses Universitaires de France, Col. Que sais-je, Paris
- (en) John Rizzo Naudi (2005) Brucellosis, The Malta Experience, PEG - Publishers Enterprises group Ltd, Malte
- Geoffrey Aquilina Ross (1996) Le grand guide de Malte, col. Bibliothèque du voyageur, Gallimard, Paris
- Julian Sammut, Michael Tabone et al. (2009) La cuisine maltaise, collection Plurigraf, Casa editrice Perseus, Italia, Miller Distributors ltd, Malta
- (en) Nadia Theuma, site medina portal, Eumédis et Union européenne